# Lightbar
Lightbar – para dodatkowych reflektorów wraz ze stelażem, montowanych po obu stronach głównego reflektora przedniego w motocyklu. Lightbary stosuje się głównie w motocyklach typu chopper i cruiser. Najczęściej są chromowane. Prawie zawsze oba reflektory boczne mają równą średnicę i ich średnica jest mniejsza od średnicy reflektora głównego. Lightbary wykorzystuje się jako światła drogowe (długie) motocykla.